# بریتیش اینترنشنال پیکچرز
بریتیش اینترنشنال پیکچرز (انگلیسی: British International Pictures) یا (انگلیسی: Associated British Picture Corporation) یک شرکت مستقل تولید و توزیع فیلم در بریتانیا بوده است.
این شرکت که در سال‌های ۱۹۲۷ تا ۱۹۷۰ فعال بوده در سال ۱۹۴۳ دارای ۵۰۰ سینما بوده است. جان مکسول تهیه‌کننده اسکاتلندی بنیان‌گذار این کمپانی فیلم‌سازی بوده است.